# Tanguy Le Calvé
Tanguy Le Calvé (16 maggio 1995) è un goista francese 1 dan professionista per la Federazione europea.

## Carriera
Tanguy Le Calvé ha scoperto il gioco del go all'età di 12 anni leggendo il manga Hikaru no go. Tra il 2009 e il 2013 è stato cinque volte campione nazionale francese juniores.
Nel 2015 si è recato a studiare in Cina col programma CEGO.
Nel 2019 è diventato un goista professionista vincendo il quinto torneo di qualificazione professionale europeo disputato a Strasburgo.
Ad aprile 2025 ha partecipato alla prima edizione della Coppa Beihai Xinyi, in Cina, in cui è stato eliminato al primo turno dal professionista taiwanese con licenza giapponese Kyo Kagen.
Nel 2025 Le Calvé ha fatto parte della squadra europea invitata a partecipare alla Serie C cinese (una competizione a squadre per professionisti e dilettanti), insieme a Andrii Kravets 2p, Stanisław Frejlak 2p e Lukas Podpera; la squadra ha collezionato una vittoria e sei sconfitte.